# Heinrich Siemens
Heinrich Siemens (* 1964 in Sigulda, Lettische SSR, Sowjetunion) ist ein deutscher Germanist und Plautdietsch-Forscher.

## Leben und Werk
Siemens ist 1964 in Sigulda in der Lettischen SSR geboren und 1975 nach Deutschland gekommen. Dort studierte er Mathematik, Philosophie und Germanistik. Er arbeitete an der Universität Bonn (Assistent von Peter Pütz) und ist vor allem mit Plautdietsch-Forschungen beschäftigt. Siemens sitzt als Vertreter der Plautdietschen im Bundesrat für Niederdeutsch und ist seit 2007 Präsident der Plautdietsch-Freunde. Er war bis 2011 Chefredakteur der Zeitschrift Plautdietsch FRIND. Im Herbst 2007 gründete Siemens den Tweeback Verlag, der unter anderem den Autor Rudy Wiebe sowie Bücher rund um das Thema Plautdietsch verlegt.
2011 wurde er mit einer Arbeit zum Plautdietschen an der Universität Bonn promoviert. Zudem ist Siemens mit einem Intelligenzquotienten von 195 Mitglied der Hochbegabtenvereinigung Giga Society.

## Schriften (Auswahl)
- Plautdietsch. Grammatik, Geschichte, Perspektiven. Tweeback, Bonn 2012, ISBN 978-3-9811978-5-3 (zugl. Dissertation, Universität Bonn 2011)